# Jüdischer Friedhof (Břeclav)
Koordinaten: 48° 45′ 58″ N, 16° 52′ 53″ O

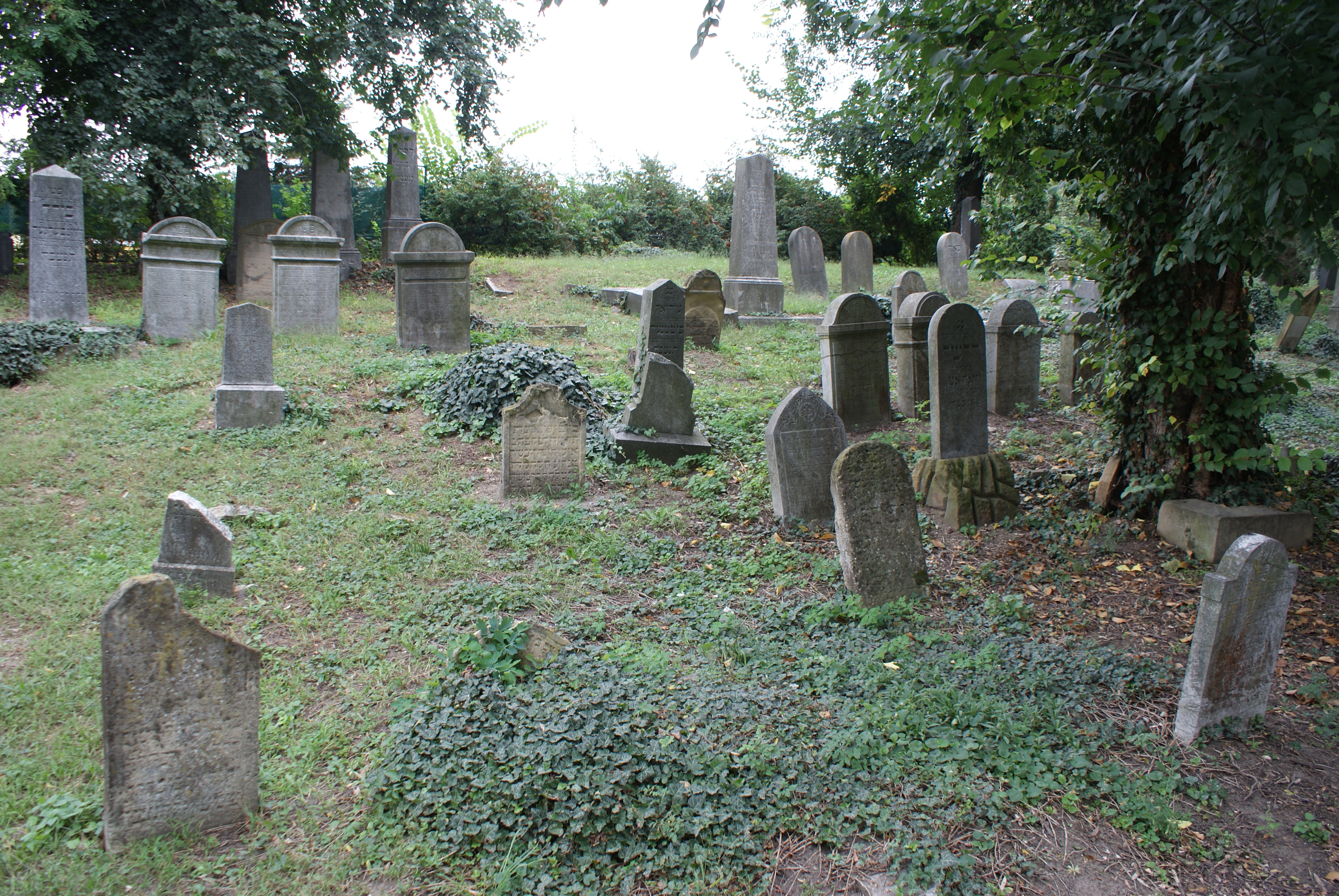
Jüdischer Friedhof in Břeclav

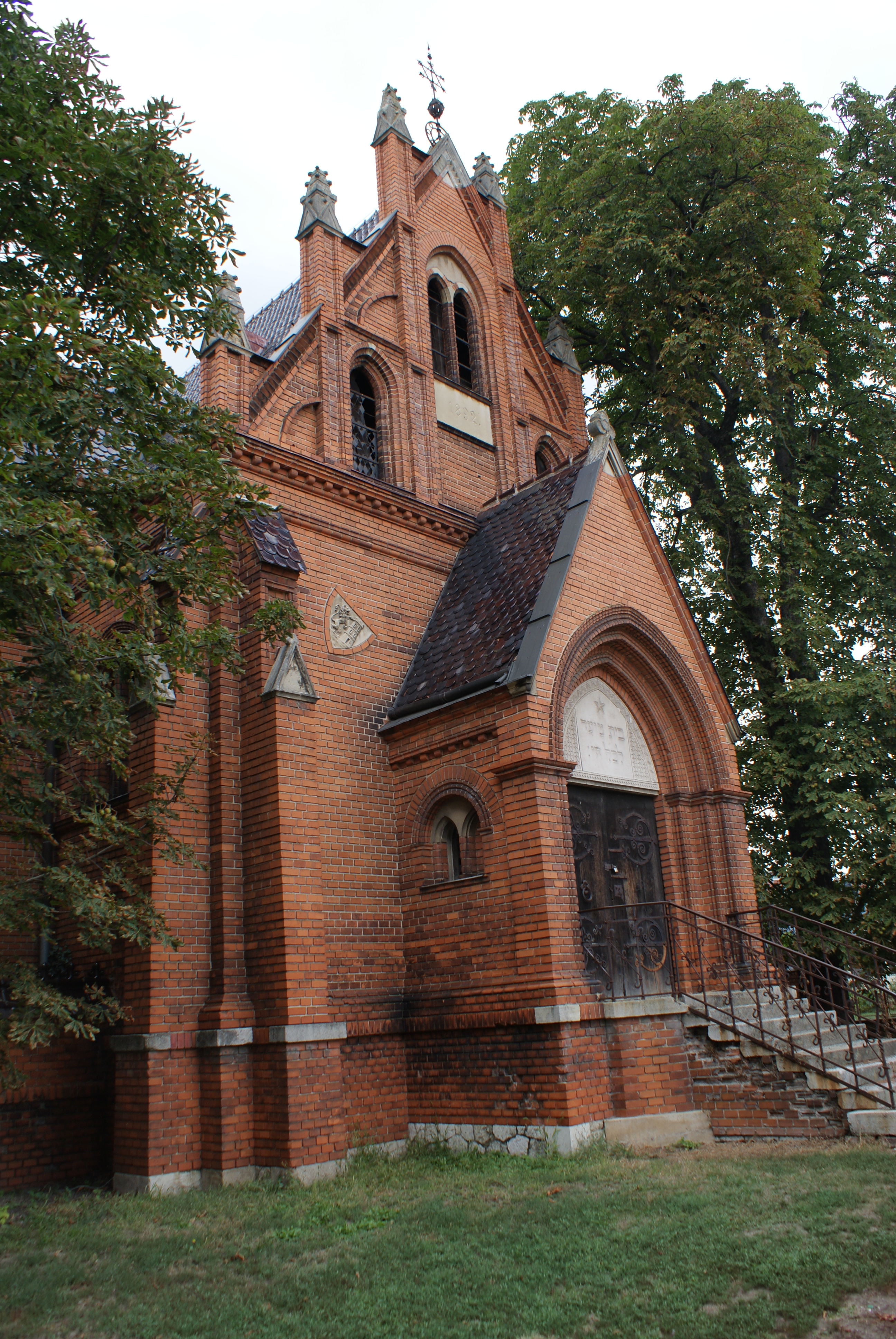
Trauerhalle

Der Jüdische Friedhof in Břeclav (deutsch Lundenburg), einer südmährischen Stadt in Tschechien, wurde in der zweiten Hälfte des 17. Jahrhunderts angelegt. Der jüdische Friedhof ist seit 1988 ein geschütztes Kulturdenkmal.

## Geschichte
Unter kommunistischer Herrschaft war der Friedhof eingeebnet worden. In den letzten Jahren ließ die Stadt Breclav das Friedhofsgelände mit seinen circa 400 Grabsteinen wieder herrichten. Die Grabsteine mit hebräischen, deutschen und tschechischen Inschriften weisen eine reiche Ornamentik auf.

## Bestattete Persönlichkeiten
- Grabmal der Familie Kuffner